# Novatorskaja (stanice metra v Moskvě, linka Bolšaja kolcevaja)
Novatorskaja (rusky Новаторская) je stanice moskevského metra na lince Bolšaja kolcevaja, která byla zprovozněna 7. prosince 2021 v rámci úseku Mňovniki - Kachovskaja. Stanice je pojmenována podle Ulice Novatorov (Улица Новаторов), pod níž se nachází. Během roku 2024 by mělo dojít k zprovoznění nové stejnojmenné stanice na právě budované Troické lince, na kterou zde bude zajištěn přestup.

## Charakter stanice
Stanice Novatorskaja se nachází na hranici čtvrtí Prospekt Vernadskogo (Проспект Вернадского) a Obručevskij rajon (Обручевский район) v blízkosti křížení Ulice Novatorov s Leninským prospektem (Ленинский проспект). Stanice nyní disponuje jedním - východním - podzemním vestibulem, z kterého přes dva povrchové pavilony dojít na obě strany ulice Novatorov. Západní vestibul, jenž bude zprovozněn spolu se stanicí na Troické lince, pak umožní přístup na obě strany Leninského prospektu.      
Co se nástupiště týče, jeho nejvýraznějším prvkem je podoba stropu. Strop na nástupišti je zavěšený, vyrobený z multiformátových triplexových panelů ve třech odstínech oranžové barvy. Mezi panely jsou pak umístěny LED trubice. Stropní železobetonové konstrukce jsou pak tmavě šedé barvy, což vyvolává kontrast se zavěšeným stropem. Řada pravoúhlých sloupů je obložena šedým mramorem s výraznou texturou. Podlaha na nástupišti má lineární vzor a je pokryta dvěma druhy přírodního kamene - světle šedým magnezitem a černým gabro diabasem. Uprostřed nástupiště je schodiště, které bude po spuštění provozu stanice na Troické lince umožňovat přestup mezi oběma stanicemi.      
Nástupiště je propojeno s vestibulem prostřednictví výtahu a eskalátorů.  Ve vestibulu je zavěšený strop vyroben z trojúhelníkových hliníkových voštinových panelů, mezi nimiž jsou profily s osvětlovacím zařízením. Sloupy vestibulu jsou pokryty gabro-diabasem, stěny jsou ze světle šedého a černého mramoru, pokladní blok je pokryt oranžovým aglomerátem. Podlaha je pokryta šedou sibiřskou žulou a černým gabrem. Vzory podlahy a profily osvětlení mají nasměrovat cestující k východům.

## Fotogalerie
- Schodiště na budoucí stanici na Troické lince
- Eskalátory v stanici Novatorskaja na lince Bolšaja kolcevaja
- Povrchový pavilon